# Tea cup ballet
Tea cup ballet (Balet čajových šálků) je fotografie, kterou pořídila v roce 1935 australská secesní fotografka Olive Cotton. Snímek je považován za její nejzdařilejší dílo a zobrazuje šest čajových šálků s podšálky vrhající stíny v protisvětle, které představují baletní tanec.

## Dílo
| „              | Tento snímek vznikl poté, co jsem si koupila levnou šálky a podšálky od firmy Woolworths na kávu během přestávek do našeho studia, abychom nahradili naše poněkud opotřebované staré hrnečky. Zalomená ouška mi připomněla ruce v bok, což mne vedlo k myšlence udělat fotografii vyjadřující tanec. | “ |
| — Olive Cotton | |   |

Fotografie byla v roce 1935 vystavena na londýnském fotografickém salónu London Salon of Photography, což bylo poprvé, kdy se práce autorky poprvé představila mimo Austrálii.
Autorka při snímání ve studiu využila protisvětlo, aby hluboké stíny směrem k divákovi lépe vyjádřily „tanec“ mezi tvary čajových šálků, podšálků a jejich stíny. Snímek se zúčastnil několika výstav, ale hlavně byl vystaven na Londýnském fotografickém salonu v roce 1935. Snímek byl přetištěn na poštovní známce v roce 1991 připomínající 150 let fotografie v Austrálii. Stejná fotografie zdobí titulní stranu knihy Olive Cotton: Photographer, kterou vydala Národní knihovna Austrálie v roce 1995.

## Technická data
Fotografie je klasická černobílá na bromostříbrném papíru o velikosti 38,0 × 30,2 cm. Umístěna je ve sbírce muzea Art Gallery of New South Wales v Sydney.